# St. Gaudens Double Eagle

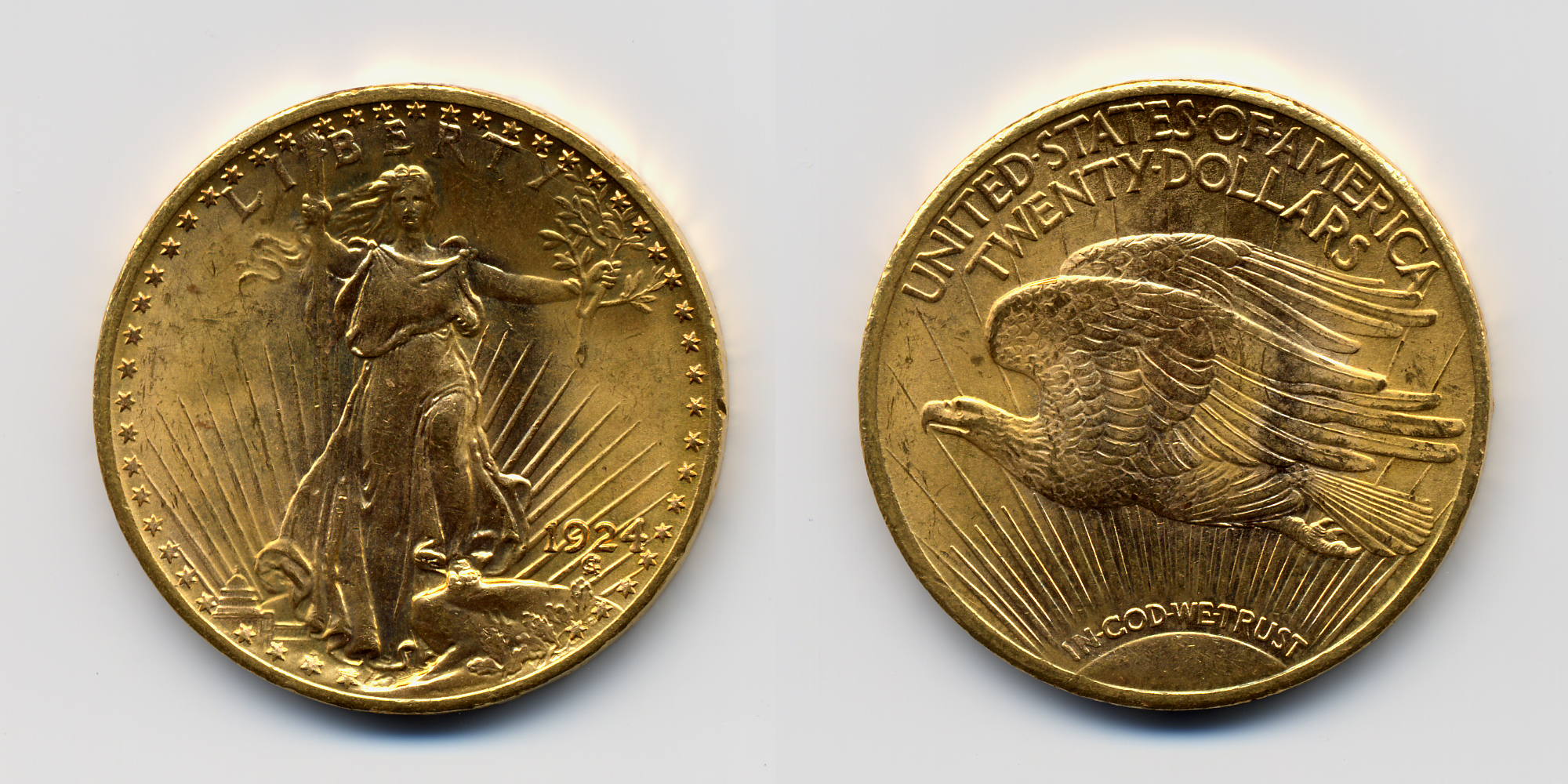
St. Gaudens Double Eagle von 1924

Der St. Gaudens Double Eagle ist eine US-amerikanische Goldmünze, die zwischen 1907 und 1933 geprägt wurde. Benannt ist die Münze mit einem Nennwert von 20 Dollar nach ihrem Entwerfer, dem Bildhauer Augustus Saint-Gaudens. Die Ausgabe von 1933 zählt mit einem erzielten Auktionsergebnis von 18,9 Millionen Dollar zu den teuersten Münzen der Welt.

## Geschichte
Zu Beginn des 20. Jahrhunderts begann Präsident Theodore Roosevelt mit der Umgestaltung der amerikanischen Goldmünzen. Dazu beauftragte er den Bildhauer Augustus Saint-Gaudens. Da Saint-Gaudens 1907 verstarb, wurden nur noch die Entwürfe für das 10- und das 20-Dollar-Stück vollendet.
Bei seinen Entwürfen ließ er sich von vielen Münzen und Medaillen leiten, unter anderem antiken griechischen Münzen und Medaillen mit einem hohen Relief. Die fertigen Entwürfe für den Double Eagle zeigen auf der Vorderseite die amerikanische Freiheitsgöttin „Lady Liberty“, auf der Rückseite einen fliegenden Weißkopfseeadler und weisen das von Augustus Saint-Gaudens favorisierte hohe Relief auf.
Die Mitarbeiter der Münzprägestätte in Philadelphia erkannten die Probleme, die sich bei der Prägung eines hohen Reliefs ergeben, mussten aber auf Drängen von Präsident Roosevelt einige Probeexemplare herstellen. Die genaue Anzahl ist nicht bekannt, Angaben schwanken zwischen 19 und 24. Wie erwartet erwies sich die Herstellung der Probestücke als sehr problematisch. Obwohl eigens eine Prägemaschine für Medaillen benutzt wurde, mussten die Münzen noch zwölfmal geprägt werden, bis alle Details sichtbar waren.
Ein Vorschlag zur Lösung des Problems bestand darin, den Durchmesser zu senken und die Dicke zu erhöhen. Daraufhin wurden dreizehn Proben mit kleinerem Durchmesser hergestellt. Da eine Änderung des Durchmessers nur mit Zustimmung des Kongresses möglich war, wurde dieser Plan wieder verworfen, und die Proben wurden bis auf zwei Exemplare, die sich heute im Archiv der Prägestätte befinden, eingeschmolzen.
Schließlich wurden die Entwürfe überarbeitet und die Höhe des Reliefs wurde reduziert. Allerdings erwies sich die Prägung weiterhin als problematisch, so dass nach ca. 12.000 geprägten Münzen endgültig auf ein flaches Relief umgestellt wurde. Zugleich ersetzte man die römischen Ziffern in der Jahreszahl durch arabische.
Nach einigen Beschwerden aus der Bevölkerung wurde Mitte 1908 der Wahlspruch „In God We Trust“ auf der Rückseite der Münzen hinzugefügt.
1912 wurde das Motiv ein letztes Mal geändert. Durch den Beitritt von New Mexico und Arizona zur Union erhöhte sich die Anzahl der Bundesstaaten von 46 auf 48. Deswegen musste die Anzahl der Sterne auf der Vorderseite ebenfalls auf 48 erhöht werden. Die zusätzlichen Sterne befinden sich rechts unten.
Das Aus für den St. Gaudens Double Eagle kam mit der Weltwirtschaftskrise zu Beginn der 1930er Jahre. Die Umstände zwangen Präsident Franklin D. Roosevelt zu besonderen Maßnahmen. Mit der Executive Order 6102 wurde der private Goldbesitz verboten, mit Ausnahme von Schmuck und Sammlermünzen (siehe Goldverbot). Alle anderen Goldbestände in Privatbesitz mussten zum Festpreis von 20,67 Dollar pro Feinunze (31,1 g) bei Sammelstellen abgegeben werden. Auf diese Weise gingen viele dieser Münzen verloren. Besonders die letzten Jahrgänge ab 1927 sind heutzutage sehr selten und von Sammlern gesucht. Der Jahrgang 1933 kam überhaupt nicht mehr zur Ausgabe und wurde Ende 1934 eingeschmolzen.

## 1933er Double Eagle

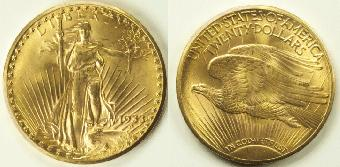
1933er Double Eagle

Aufgrund des Goldbesitzverbotes wurden die bereits geprägten Münzen des Jahrgangs 1933 nicht mehr ausgegeben und sollten bis auf zwei Exemplare Ende 1934 eingeschmolzen werden. Diese zwei wurden der Nationalen Münzsammlung überstellt und sind heute im National Museum of American History in Washington, D.C. ausgestellt. Neben diesen beiden Münzen entgingen aber noch weitere der Vernichtung. Der Münzbeamte George McCann wird verdächtigt, diese Münzen hinterzogen und weiterverkauft zu haben. Vermutlich hat er vor dem Einschmelzen einige Münzen unbemerkt gegen Stücke älterer Jahrgänge ausgetauscht. Wie viele der 1933er Double Eagle auf diese Weise der Vernichtung entgingen, ist unbekannt. Mindestens neun Exemplare fanden über den Juwelier Israel Switt in Philadelphia ihren Weg in die Hände von Sammlern.
Erst durch den Hinweis eines Reporters wurde den Behörden ihre Existenz bekannt, so dass 1944 Ermittlungen des United States Secret Service begannen. Binnen eines Jahres konnten sieben der gestohlenen Münzen sichergestellt werden, eine weitere 1952. Alle acht Münzen wurden vernichtet.
Der ägyptische König Faruq erwarb 1944 ein Exemplar und beantragte beim Finanzministerium eine Ausfuhrgenehmigung. Diese wurde einige Tage vor dem Bekanntwerden des Diebstahls erteilt. Die Verhandlungen über die Rückgabe der Münze wurden durch den Zweiten Weltkrieg stark behindert und um Jahre verzögert. Nach dem Sturz von König Faruq im Jahre 1952 wurden große Teile seines Privatbesitzes öffentlich versteigert; auch der 1933 Double Eagle sollte versteigert werden. Die amerikanische Regierung bemühte sich erneut um die Rückgabe der Münze, was die ägyptische Regierung auch genehmigen wollte. Allerdings verschwand die Münze vorher spurlos.
Mehr als vierzig Jahre später wurde bei der Festnahme des britischen Münzhändlers Stephen Fenton wieder ein 1933er Double Eagle entdeckt. Unter Eid sagte er aus, dass die Münze aus der Sammlung von König Faruq stamme, was allerdings nicht endgültig bewiesen werden konnte. Die Anklage gegen Stephen Fenton wurde daraufhin fallengelassen und Fenton erklärte vor Gericht den Verzicht auf das Eigentumsrecht an der Münze. 2001 einigte man sich darauf, das Eigentumsrecht auf die amerikanische Regierung zu übertragen. Zugleich erklärte das Finanzministerium die Münze zum legalen Zahlungsmittel, wodurch ein Verkauf ermöglicht wurde.
Am 30. Juli 2002 wurde die Münze bei Sotheby’s in New York an einen unbekannten Bieter versteigert. Das Höchstgebot lag nach etwa neun Minuten bei 6,6 Millionen Dollar. Davon gingen jeweils eine Hälfte an Stephen Fenton und eine an das amerikanische Finanzministerium. Zusätzlich erhielt das Finanzministerium 20 Dollar, womit die Münze endgültig den Status eines legalen Zahlungsmittels erhielt. Inklusive Aufgeld ist die Münze mit 7.590.020 Dollar die teuerste Münze der Welt und brach so den bisherigen Auktionsrekord von 4,14 Millionen Dollar für einen Draped Bust Dollar von 1804.
Im August 2005 gab der United States Secret Service bekannt, dass im September 2004 weitere zehn Exemplare des 1933er Double Eagle entdeckt wurden. Sie stammen ursprünglich aus dem Besitz von Israel Switt und wurden durch einen seiner Nachkommen den Behörden übergeben. Ein Verkauf wie 2002 ist nicht vorgesehen.
Im April 2015 gab das 3. Bundesberufungsgericht der Vereinigten Staaten in Pennsylvania einer Berufung der Nachkommen von Israel Switt statt. Die Familie Langbord, Schwiegertochter Joan und Enkelkinder Roy und David, hatten auf Rückgabe der Münzen geklagt. 2011 war ein Geschworenengericht in Philadelphia noch zu dem Urteil gekommen, Israel Switt habe die Münzen unrechtmäßig erworben. Die Münzen waren zwischenzeitlich bei der amerikanischen Münzprägeanstalt U.S. Mint in Washington D.C. in Verwahrung.
Eine Ausgabe der Münze aus dem Besitz des Schuhdesigners Stuart Weitzman wurde am 8. Juni 2021 durch Sotheby’s in New York versteigert. Sie erzielte einen hohen Verkaufspreis von 18.872.250 Dollar.

## Beschreibung
Die Münze zeigt auf ihrer Vorderseite die amerikanische Freiheitsgöttin „Lady Liberty“. In der rechten Hand hält sie eine Fackel und in der linken einen Olivenzweig. Darüber befindet sich die Inschrift „LIBERTY“ (engl.: Freiheit). Links unten sind das Kapitol in Washington und die aufgehende Sonne zu sehen. Die Sonnenstrahlen nehmen einen großen Teil des Hintergrundes ein. Das Prägejahr findet sich auf der rechten Seite und darunter das Symbol des Entwerfers Augustus Saint-Gaudens. Das Münzzeichen (D für Denver oder S für San Francisco) ist oberhalb der Jahreszahl positioniert. Ist kein Münzzeichen vorhanden, wurde die Münze in Philadelphia geprägt. Umgeben wird das Motiv von 46 (ab 1912: 48) Sternen als Symbol für die damaligen 46 bzw. 48 Bundesstaaten.
Die Rückseite zeigt einen fliegenden Weißkopfseeadler über der aufgehenden Sonne. Auch hier nehmen die Sonnenstrahlen wieder einen großen Teil des Hintergrundes ein. Am oberen Rand befinden sich der Landesname „UNITED•STATES•OF•AMERICA“ und darunter der Nennwert „TWENTY•DOLLARS“. Der Wahlspruch „IN•GOD•WE•TRUST“ (engl.: Auf Gott vertrauen wir) findet sich oberhalb der aufgehenden Sonne.
Der Rand trägt den zweiten Wahlspruch der Vereinigten Staaten „E PLURIBUS UNUM“ (lat.: aus vielen Eines) sowie dreizehn Sterne als Symbol für die dreizehn Gründerstaaten der USA. Des Weiteren befinden sich drei senkrechte Striche auf dem Rand, die bei der Prägung der erhabenen Randschrift entstehen. Die Elemente der Randgestaltung verteilen sich folgendermaßen:
| * * * * * * E | * P L U R I B U S * | U N U M * * * * *
Die technischen Parameter wurden gegenüber dem Liberty Head Double Eagle nicht geändert. Die Münzen haben einen Durchmesser von 34,1 mm und eine Dicke von 2,41 mm. Das Gewicht beträgt 33,43 g bei einer Feinheit von 900/1000. Legiert wurde mit Kupfer.

## Jahrgänge und Auflagen
Die folgende Liste enthält alle geprägten Jahrgänge und deren Auflage. In der letzten Spalte sind die Auflagen der Münzen in Polierte Platte (engl.: Proof) gelistet. Diese wurden ausschließlich in Philadelphia geprägt. Die mit einem Stern gekennzeichneten Jahrgänge weisen den Wahlspruch „In God We Trust“ noch nicht auf.
| Jahr   | Philadelphia | Denver    | San Francisco | Proof |
| ------ | ------------ | --------- | ------------- | ----- |
| 1907 * | 372.917      | 0         | 0             | 40–50 |
| 1908 * | 4.271.551    | 663.750   | 0             | 0     |
| 1908   | 156.258      | 349.500   | 22.000        | 101   |
| 1909   | 161.215      | 52.500    | 2.774.925     | 67    |
| 1910   | 482.000      | 429.000   | 2.128.250     | 167   |
| 1911   | 197.250      | 846.500   | 775.750       | 100   |
| 1912   | 149.750      | 0         | 0             | 74    |
| 1913   | 168.780      | 393.500   | 34.000        | 58    |
| 1914   | 95.250       | 453.000   | 1.498.000     | 70    |
| 1915   | 152.000      | 0         | 567.500       | 50    |
| 1916   | 0            | 0         | 796.000       | 0     |
| 1920   | 228.250      | 0         | 558.000       | 0     |
| 1921   | 528.500      | 0         | 0             | 1     |
| 1922   | 1.375.500    | 0         | 2.658.000     | 0     |
| 1923   | 566.000      | 1.702.250 | 0             | 0     |
| 1924   | 4.323.500    | 3.049.500 | 2.927.500     | 0     |
| 1925   | 2.831.750    | 2.938.500 | 3.776.500     | 0     |
| 1926   | 816.750      | 481.000   | 2.041.500     | 0     |
| 1927   | 2.946.750    | 180.000   | 3.107.000     | 0     |
| 1928   | 8.816.000    | 0         | 0             | 0     |
| 1929   | 1.779.750    | 0         | 0             | 0     |
| 1930   | 0            | 0         | 74.000        | 0     |
| 1931   | 2.938.250    | 106.500   | 0             | 0     |
| 1932   | 1.101.750    | 0         | 0             | 0     |
| 1933   | 445.500      | 0         | 0             | 0     |

## 2009 Double Eagle

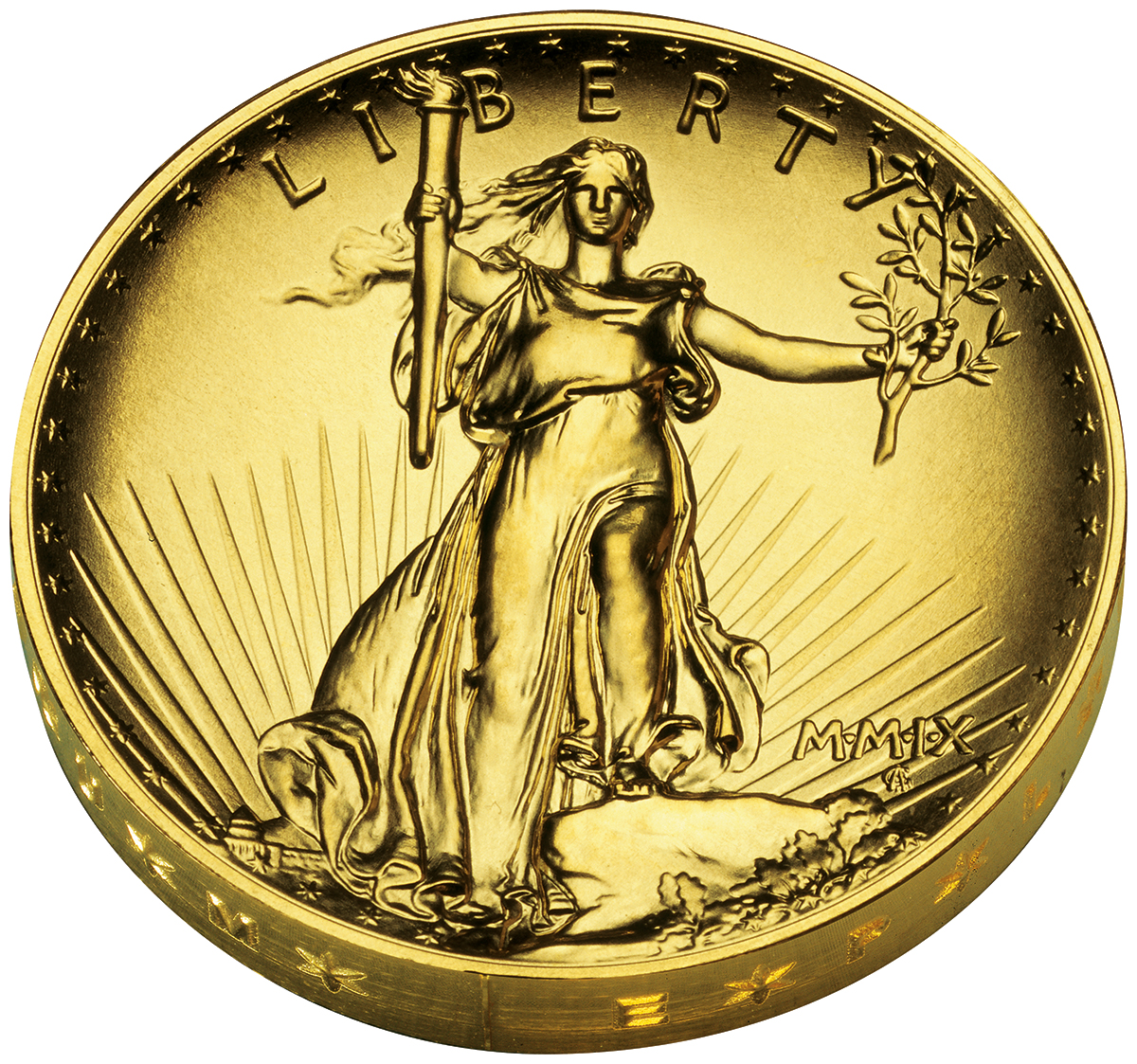
Neuauflage von 2009 mit hohem Relief

2009 prägte die United States Mint eine Neuauflage des Double Eagle mit dem von Saint-Gaudens ursprünglich vorgesehenen hohen Relief. Die Münze weist einen Durchmesser von 27 mm und eine Dicke von 4 mm auf und besteht aus einer Unze Feingold. Die Auflage war nicht limitiert und richtete sich nach der Bestellmenge. Insgesamt wurden 115.178 Stück geprägt. Der Verkaufspreis wurde dem aktuellen Goldkurs angepasst. Am Erstausgabetag, dem 22. Januar 2009, kostete eine Münze 1239 Dollar. Das Motiv wurde gegenüber dem Original in einigen Details geändert. Auf der Vorderseite ist nun das Kapitol deutlich kleiner dargestellt und die Anzahl der Sterne erhöhte sich auf 50. Die Elemente der Randschrift wurden übernommen, allerdings in einer neuen Reihenfolge, sodass der Rand nun wie folgt aussieht:
| E * P * L * U * | R * I * B * U * S | * U * N * U * M *